# Liste der Baudenkmale in Woltersdorf (Wendland)
In der Liste der Baudenkmale in Woltersdorf sind die Baudenkmale der niedersächsischen Stadt Woltersdorf und ihrer Ortsteile aufgelistet. Die Quelle der ID und der Beschreibungen ist der Denkmalatlas Niedersachsen. Der Stand der Liste ist der 28. Oktober 2021.

## Allgemein
In den Spalten befinden sich folgende Informationen:
- Lage: die Adresse des Baudenkmales und die geographischen Koordinaten. Kartenansicht, um Koordinaten zu setzen. In der Kartenansicht sind Baudenkmale ohne Koordinaten mit einem roten Marker dargestellt und können in der Karte gesetzt werden. Baudenkmale ohne Bild sind mit einem blauen Marker gekennzeichnet, Baudenkmale mit Bild mit einem grünen Marker.
- Bezeichnung: Bezeichnung des Baudenkmales
- Beschreibung: die Beschreibung des Baudenkmales. Unter § 3 Abs. 2 NDSchG werden Einzeldenkmale und unter § 3 Abs. 3 NDSchG Gruppen baulicher Anlagen und deren Bestandteile ausgewiesen.
- ID: die Objekt-ID des Baudenkmales
- Bild: ein Bild des Baudenkmales, ggf. zusätzlich mit einem Link zu weiteren Fotos des Baudenkmals im Medienarchiv Wikimedia Commons. Wenn man auf das Kamerasymbol klickt, können Fotos zu Baudenkmalen aus dieser Liste hochgeladen werden:

## Woltersdorf

### Gruppe baulicher Anlagen in Woltersdorf
| Lage                                              | Bezeichnung                        | Beschreibung | ID       | Bild           |
| ------------------------------------------------- | ---------------------------------- | --- | -------- | -------------- |
| Südöstlich des Dorfes 52° 56′ 47″ N, 11° 14′ 0″ O | Feldkirche mit umgebendem Friedhof | Der Friedhof mit der Feldkirche liegt weit abseits des Dorfes an der Landstraße Woltersdorf–Lichtenberg. Die Feldkirche Woltersdorf wird umgeben von einem als Grünanlage gestalteten Friedhof mit zahlreichen, auch aufwändig gestalteten Grabstätten und Mahnmalen. | 30829055 | Weitere Bilder |

### Einzeldenkmale in Woltersdorf
| Lage                                                         | Bezeichnung               | Beschreibung | ID       | Bild |
| ------------------------------------------------------------ | ------------------------- | --- | -------- | ---- |
| Südöstlich des Dorfes 52° 56′ 46″ N, 11° 14′ 2″ O            | Feldsteinkirche           | Die Feldkirche Woltersdorf mit wuchtigem Turm stammt aus dem späten 14. Jh. An der Nordfassade befindet sich ein rätselhafter Dämonenstein. | 30884076 |      |
| südöstlich des Dorfes 52° 56′ 47″ N, 11° 13′ 59″ O           | Friedhof                  | Um die Feldkirche herum angelegter Friedhof Woltersdorfs. Neben den üblichen Grabmalen befindet sich hier die aufwändig gestaltete Grabstätte Schultz von 1818, Denkmale für die Gefallenen der beiden Weltkriege sowie zwei Gemeinschaftsgräber für sowjetische und polnische Kriegsgefangene und Zwangsarbeiter des Zweiten Weltkriegs. | 30884057 |      |
| Nr. 1 (heute: Ziegeleistraße 1) 52° 57′ 19″ N, 11° 12′ 55″ O | Wohnhaus                  | Zweigeschossiger Backsteinbau unter Walmdach in Hohlpfannendeckung. Dreiachsiger Mittelrisalit unter geschweiftem Zwerchgiebel zur südlich verlaufenden Straße, hierin der Eingang. Weiße Stuckgliederungen (Bänder, Fensterumrahmungen). Errichtet 1896 (i).                                                                             | 30884097 |      |
| Nr. 2 (heute: Dorfstraße 2) 52° 57′ 6″ N, 11° 13′ 22″ O      | Wohnhaus                  | Eingeschossiger, symmetrischer Fachwerkbau mit Backsteinausfachungen; mit ausgebautem Dachgeschoss und unter Satteldach in Zementsteindeckung; dreiachsiges Zwerchhaus in der nördlichen Dachfläche. Errichtet um 1900. | 30884286 |      |
| Dorfstraße 18 52° 57′ 7″ N, 11° 13′ 3″ O                     | Gemeindehaus              | Backsteinbau über L-förmigem Grundriss; Kirchensaal in traditioneller Richtung mit Altar im Osten; im Westen anschließender nach Süden sich erstreckender kleiner Schultrakt; Walmdach in roter Hohlpfannendeckung. Errichtet 1913 (i).                                                                                                   | 30884342 |      |
| Dorfstraße 18 52° 57′ 7″ N, 11° 13′ 3″ O                     | Glockenturm               | Massiver quadratischer Glockenturm aus Backstein, unter stumpfem, vierseitigem Pyramidendach in Schieferdeckung. Errichtet um 1890. Möglicherweise Überrest eines Vorgängerbaus des 1916 direkt angebauten Gemeindehauses von Woltersdorf.                                                                                                | 30884173 |      |
| Nr. 38 (Dorfstraße 38) 52° 57′ 5″ N, 11° 12′ 44″ O           | Wohn-/ Wirtschaftsgebäude | Das Wohnhaus aus dem späten 18. Jh. ist ein eingeschossiger Ziegelfachwerkbau. Es steht auf einer Anschüttung, umgeben von altem Baumbestand und einer Graft. | 30884151 |      |
| Nr. 43 (Dorfstraße 43) 52° 57′ 9″ N, 11° 12′ 49″ O           | Wohn-/ Wirtschaftsgebäude | Vierständerhaus in Fachwerk mit Backsteinausfachung, unter Satteldach. Wirtschaftsgiebel in engmaschigem Gitterfachwerk. Errichtet 1828 (i). | 30884133 |      |
| Nr. 45 (Dorfstraße 45) 52° 57′ 10″ N, 11° 12′ 47″ O          | Wohn-/ Wirtschaftsgebäude | Giebelständiges Vierständerhaus in Fachwerk mit Backsteinausfachung, unter Satteldach. Wirtschaftsgiebel in engmaschigem Gitterfachwerk. Errichtet 1828 (i). | 30884115 |      |

### Ehem. Baudenkmale in Woltersdorf
| Lage                                                    | Bezeichnung                                     | Beschreibung | ID | Bild |
| ------------------------------------------------------- | ----------------------------------------------- | --- | -- | ---- |
| Nr. 8 (heute: Dorfstraße 6) 52° 57′ 6″ N, 11° 13′ 14″ O | Wohn-/ Wirtschaftsgebäude                       | Das Gebäude ist das älteste Hallenhaus des Dorfes. Es wurde in der Mitte des 18. Jh. in Zweiständerkonstruktion erbaut. |    |      |
| Nr. 38 (Dorfstraße 38) 52° 57′ 5″ N, 11° 12′ 44″ O      | Hofanlage mit Befestigungresten und Baumbestand | Der ehemalige Gutshof und frühere Adelssitz (im Volksmund „Burg“ genannt) ist vermutlich aus einer Motte hervorgegangen. Das Wohnhaus aus dem späten 18. Jh. steht auf einer Anschüttung, umgeben von altem Baumbestand und Resten einer Graft (Wassergraben). Außerdem sind noch Stallungen (teilweise in Verfall) vorhanden. |    |      |

## Klein Breese

### Einzeldenkmale in Klein Breese
| Lage                               | Bezeichnung                  | Beschreibung | ID       | Bild |
| ---------------------------------- | ---------------------------- | --- | -------- | ---- |
| Nr. 3 52° 57′ 54″ N, 11° 15′ 48″ O | Wohn- und Wirtschaftsgebäude | Giebelständiges Dreiständerhaus in Fachwerk mit Backsteinausfachung, unter ungleichhüftigem Satteldach; Kübbung an der Ostseite. Errichtet 1798 (i). | 30884192 |      |
| Nr. 4 52° 57′ 54″ N, 11° 15′ 47″ O | Wohn- und Wirtschaftsgebäude | Giebelständiges Vierständerhaus in Fachwerk mit Backsteinausfachung und unter Halbwalmdach in roter Hohlpfannendeckung; dreiachsiges Zwerchhaus in der östlichen Dachfläche. Errichtet 1876 (i).                                                                         | 30884039 |      |
| Nr. 6 52° 57′ 55″ N, 11° 15′ 44″ O | Wohn- und Wirtschaftsgebäude | Giebelständiges Vierständerhaus in Fachwerk mit Backsteinausfachung unter Satteldach. Wirtschaftsgiebel mit engmaschigem Gitterfachwerk. Errichtet 1838 (i). | 39111393 |      |
| Nr. 7 52° 57′ 55″ N, 11° 15′ 44″ O | Wohn- und Wirtschaftsgebäude | Traufständiger zweigeschossiger Fachwerkbau mit Backsteinausfachungen und unter Walmdach in Falzziegeldeckung. Der Garten wird eingefasst von einer schmiedeeisernen Einfriedung mit Hoftor zwischen verputzten Mauerwerkspfeilern. Errichtet Ende des 19. Jahrhunderts. | 30884672 |      |
| Nr. 8 52° 57′ 56″ N, 11° 15′ 45″ O | Wohn- und Wirtschaftsgebäude | Giebelständiges Vierständerhaus in Fachwerk mit Backsteinausfachung, unter Satteldach in Ziegeldeckung; zweiachsiges Zwerchhaus in der nördlichen Dachfläche. Errichtet 1832 (i).                                                                                        | 30884654 |      |

### Ehem. Baudenkmale in Klein Breese
| Lage                                | Bezeichnung                  | Beschreibung | ID | Bild |
| ----------------------------------- | ---------------------------- | ------------ | -- | ---- |
| Nr. 1 52° 57′ 54″ N, 11° 15′ 52″ O  | Wohn- und Wirtschaftsgebäude |              |    |      |
| Nr. 1a 52° 57′ 56″ N, 11° 15′ 55″ O | Wohn- und Wirtschaftsgebäude |              |    |      |

## Lichtenberg

### Gruppe baulicher Anlagen in Lichtenberg
| Lage                                            | Bezeichnung | Beschreibung | ID       | Bild |
| ----------------------------------------------- | ----------- | --- | -------- | ---- |
| Am Sandberg 1 und 2 52° 56′ 5″ N, 11° 15′ 40″ O | Hofanlage   | Das Ensemble besteht aus zwei Scheunen und einem kleinen Wohn-/Wirtschaftsgebäude, die giebelständig auf der Westseite der Straße Am Sandberg stehen. Alle Gebäude stammen aus dem 19. Jahrhundert. Es handelt sich um die ehemaligen Hofstellen Nr. 42 (Am Sandberg 2) und 43 (Am Sandberg 1). | 39765272 | BW   |
| Eichenkamp 9 52° 56′ 2″ N, 11° 15′ 39″ O        | Hofanlage   | Die Hofanlage Eichenkamp 9 (ehemalige Hofstelle Nr. 37) besteht aus zwei Fachwerkbauten mit Backsteinausfüllungen aus der Mitte des 19. Jahrhunderts, die leicht versetzt hintereinander und parallel zueinander stehen. Auf dem Grundstück gibt es auch älteren Baumbestand.                   | 39765381 | BW   |

### Einzeldenkmale in Lichtenberg
| Lage                                       | Bezeichnung                  | Beschreibung | ID       | Bild |
| ------------------------------------------ | ---------------------------- | --- | -------- | ---- |
| Am Sandberg 1 52° 56′ 5″ N, 11° 15′ 39″ O  | Wohn- und Wirtschaftsgebäude | Kleines giebelständiges Vierständerhaus in Fachwerk mit Backsteinausfachung und unter Satteldach. Errichtet 1856 (i). Ehemalige Hofstelle Nr. 43. | 30884618 | BW   |
| Am Sandberg 1 52° 56′ 5″ N, 11° 15′ 39″ O  | Scheune                      | Giebelständige Längsdurchfahrtsscheune in Fachwerk mit Backsteinausfachung, unter Satteldach. Einfahrt außermittig im südlichen Teil des Ostgiebels. Errichtet wohl in der zweiten Hälfte des 19. Jahrhunderts. Teil der ehemaligen Hofstelle Nr. 43. | 39111434 | BW   |
| Am Sandberg 2 52° 56′ 4″ N, 11° 15′ 39″ O  | Scheune                      | Ehemalige Längsdurchfahrtsscheune in Fachwerk mit Backsteinausfachung und unter Satteldach. Rückwärtig Wohnteilanbau und insgesamt zu Wohnzwecken umgebaut. Errichtet 1848 (i). Teil der ehemaligen Hofstelle Nr. 42.                                 | 36277915 | BW   |
| Eichenkamp 4 52° 56′ 3″ N, 11° 15′ 38″ O   | Wohn- und Wirtschaftsgebäude | Kleines Vierständerhaus in Fachwerk mit Backsteinausfachung und unter Satteldach. Wirtschaftsgiebel in unterschiedlich engem Gitterfachwerk, heute verbrettert. Errichtet 1848 (i). Ehemalige Hofstelle Nr. 41.                                       | 30884600 | BW   |
| Eichenkamp 6 52° 56′ 2″ N, 11° 15′ 37″ O   | Wohn- und Wirtschaftsgebäude | Giebelständiges Vierständerhaus in Fachwerk mit Backsteinausfachung, unter Satteldach in Ziegeldeckung. Errichtet um 1850. Ehemalige Hofstelle Nr. 40.                                                                                                | 30884582 | BW   |
| Eichenkamp 9 52° 56′ 24″ N, 11° 15′ 39″ O  | Wohn- und Wirtschaftsgebäude | Kleines giebelständiges Vierständerhaus in Fachwerk mit Backsteinausfachung und unter Satteldach in Falzziegeldeckung. Errichtet 1849 (i). Ehemalige Hofstelle Nr. 37.                                                                                | 30884564 | BW   |
| Eichenkamp 9 52° 56′ 2″ N, 11° 15′ 38″ O   | Scheune                      | Längsdurchfahrtsscheune in Fachwerk mit Backsteinausfachung unter Satteldach in Ziegeldeckung. Ausmittige Durchfahrt. Errichtet in der Mitte des 19. Jahrhunderts.                                                                                    | 36277945 | BW   |
| Eichenkamp 11 52° 56′ 1″ N, 11° 15′ 37″ O  | Wohn- und Wirtschaftsgebäude | Großes Vierständerhaus in Fachwerk mit Backsteinausfachung, unter Satteldach. Wirtschaftsgiebel mit engmaschigem Gitterfachwerk. Errichtet 1848 (i). Ehemalige Hofstelle Nr. 38.                                                                      | 30884546 | BW   |
| Eichenkamp 14 52° 56′ 1″ N, 11° 15′ 35″ O  | Wohn- und Wirtschaftsgebäude | Vierständerhaus in Fachwerk mit Backsteinausfachung, unter Satteldach. Errichtet 1849 (i). Ehemalige Hofstelle Nr. 39. | 39111462 | BW   |
| Hauptstraße 13 52° 56′ 6″ N, 11° 15′ 45″ O | Wohn- und Wirtschaftsgebäude | Giebelständiges Vierständerhaus mit Backsteinausfachung unter Krüppelwalmdach in Hohlpfannendeckung. 1856(i). Ehemalige Hofstelle Nr. 3. | 30884528 | BW   |
| Hauptstraße 34 52° 56′ 0″ N, 11° 15′ 59″ O | Wohn- und Wirtschaftsgebäude | Traufständiger zweigeschossiger Fachwerkbau mit Backsteinausfachung unter Halbwalmdach in Schieferdeckung. Errichtet 1893 (i). Ehemalige Hofstelle Nr. 26.                                                                                            | 30884491 | BW   |

### Ehem. Baudenkmale in Lichtenberg
| Lage                                       | Bezeichnung                  | Beschreibung | ID | Bild |
| ------------------------------------------ | ---------------------------- | ------------ | -- | ---- |
| Am Sandberg 3 52° 56′ 5″ N, 11° 15′ 41″ O  | Wohn- und Wirtschaftsgebäude |              |    | BW   |
| Eichenkamp 25 52° 55′ 55″ N, 11° 15′ 33″ O | Wohn- und Wirtschaftsgebäude |              |    | BW   |
| Mühlenweg 1 52° 56′ 12″ N, 11° 15′ 33″ O   | Wohn- und Wirtschaftsgebäude |              |    | BW   |
| Mühlenweg 3 52° 56′ 13″ N, 11° 15′ 33″ O   | Wohnhaus                     |              |    | BW   |

## Thurau

### Einzeldenkmale in Thurau
| Lage                               | Bezeichnung              | Beschreibung | ID       | Bild |
| ---------------------------------- | ------------------------ | --- | -------- | ---- |
| Nr. 5 52° 57′ 14″ N, 11° 15′ 50″ O | Wohnhaus                 | Eingeschossiger Putzbau am Ende der Sackgasse in Thurau; unter hohem Mansarddach in Krempziegeldeckung. Errichtet um 1920.                    | 30884399 | BW   |
| Nr. 9 52° 57′ 14″ N, 11° 15′ 50″ O | Wohn-/Wirtschaftsgebäude | Zum Dorfplatz giebelständiges Vierständerhaus in Fachwerk mit Backsteinausfachung, unter Halbwalmdach in Schieferdeckung. Errichtet 1879 (i). | 39111480 | BW   |